# Toyota PM
Toyota PM — одноместный концепт-кар компании Toyota. Впервые был показан на Токийском автосалоне в 2003 году.
Автомобиль представляет собой футуристическое 4-х колёсное транспортное средство с капсулой для водителя. Дверь кабины открывается прикосновением к одной из двух сенсорных фар. Колёса могут поворачиваться на 180°. Положение кабины зависит от скорости движения. Чем быстрее едет автомобиль, тем меньше её угол с плоскостью дороги. Все параметры о состоянии автомобиля выводятся на сенсорный плавающий монитор.
Силовая установка Toyota PM — электродвигатель.